# Obična turica
Obična turica (trava cijelog svijeta, petrovac, lat. Agrimonia eupatoria) ljekovita je biljka iz porodice Rosaceae. Raste na sunčanim, suhim mjestima, uz rubove putova i šuma, po brežučljcima, obroncima, uz ruševine i po rijetkim šumama.
Naraste do 70 centimetara visine ili do 1 metra. Tamno zelene je boje, prekrivena mekim dlačicama. Listovi su naizmjenični, neparno perasti. Cvate od lipnja do rujna, cvjetovi su joj žute boje, mirisa marelice. Plod je oraščić nazubljenih dlačica da se može prihvatiti za životinjsku kožu kako bi se biljka dalje širila.
Mladi listovi biljke prije razvitka cvjetne stabljike su jestivi, a od biljke u cvatu može se pripraviti čaj. Djeluje izrazito ljekovito kod proljeva, žutice, gihta. Vanjskom upotrebom sprječava krvarenje, te se vidaju rane.
Nekada se koristila za dobivanje žute boje.

## Sastav
Eterična ulja, tanini, vitamin K, flavonoidi (kvercetin i drugi), holin, gorke tvari, silicijska kiselina, katehini, triterpeni, organske kiseline (salicilna i druga).

## Ljekovitost
Lijekovi na bazi turice su u narodnoj medicini sredstvo za liječenje velikog broja bolesti. Koriste se kao protuupalno, antispazmodično, iskašljavajuće, diaforetično, koleretično i diuretsko sredstvo. Uočeno je i hemostatsko djelovanje te čišćenje krvi. Lijekovi na bazi turice također se koriste kao antihelminitici i protiv alergija. Među bolestima koje tradicionalna medicina liječi pomoću turice su: bolesti probavnog trakta, jetre (hepatitis, ciroza, itd.), žučnog mjehura, reumatizam, išijas, bolesti bubrega i mokraćnog sustava (kamenje, urinarna inkontinencija, itd.), ginekološke bolesti (tumori, erozija itd.), astma i druge plućne bolesti. Osim toga, se može koristiti kao blagi sedativ jer ima sposobnost umiriti središnji živčani sustav i sniziti krvni tlak. Takav širok spektar mogućnosti izravno ovisi o njegovom kemijskom sastavu. Sadrži tanine, eterična ulja, glukozu, fruktozu, polisaharide, limunsku, jabučnu, oksalnu, vinsku i kinsku kiselinu, steroide, spojeve dušika, katehine, flavonoide i fenol karboksilne kiseline.
Ne preporuča se koristiti kod trudnoće te tijekom laktacije.

## Podvrste
1. Agrimonia eupatoria subsp. asiatica (Juz.) Skalický
2. Agrimonia eupatoria subsp. eupatoria
3. Agrimonia eupatoria subsp. grandis (Andrz. ex C.A.Mey.) Bornm.
4. Agrimonia eupatoria subsp. major (Boiss.) Iamonico

- A. eupatoria
- A. eupatoria
- A. eupatoria
- A. eupatoria
- A. eupatoria

## Sinonimi
- Agrimonia adhaerens Gilib.
- Agrimonia adscendens Andrz.
- Agrimonia alba hort. ex Gizycki
- Agrimonia bracteosa E.Mey.
- Agrimonia canescens Dumort.
- Agrimonia elata Salisb.
- Agrimonia eupatoria subsp. eupatoria
- Agrimonia eupatoria var. fallax Fiek
- Agrimonia eupatoria var. humilis (Wallr.) Asch. & Graebn.
- Agrimonia eupatoria var. longifolia Wallr.
- Agrimonia eupatoria var. major Mutel
- Agrimonia eupatoria var. major K.Koch
- Agrimonia eupatoria var. minor (Mill.) Sol.
- Agrimonia eupatoria var. ochroleuca Ostenf.
- Agrimonia eupatoria subsp. officinalis (Lam.) Gams
- Agrimonia eupatoria var. rotundifolia Wallr.
- Agrimonia eupatoria var. sepium Br‚b.
- Agrimonia eupatoria var. sylvatica Čelak.
- Agrimonia humilis Wallr.
- Agrimonia minor Mill.
- Agrimonia odorata auct.,p.p.408
- Agrimonia officinalis Gaterau
- Agrimonia officinalis Lam.
- Agrimonia officinarum Lam.
- Agrimonia sessiliflora Dumort.
- Agrimonia stipularis Dumort.,p.p.11299
- Agrimonia sulcata Dulac
- Agrimonia vulgaris Gray
- Eupatorium dioscoridis Bubani

## Vanjske poveznice
- Agrimonia eupatoria - L., pfaf.org
- Turica ili kostolom
- Turica - AGRIMONIA EUPATORIA L.